# Joan Frederik Nilant

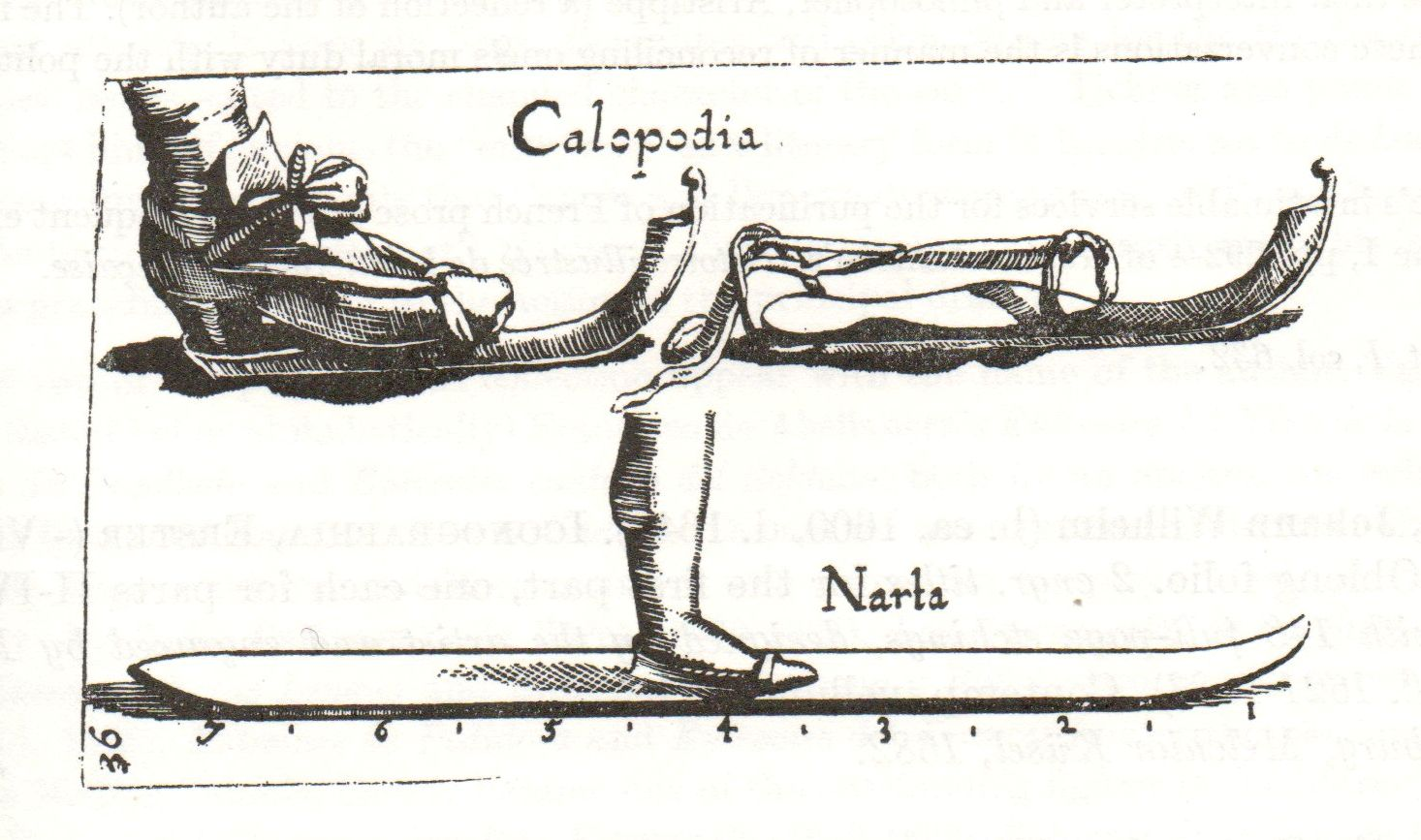
Illustration zu Nilants Sammelwerk über Schuhe

Joan Frederik Nilant, auch Johan Frederik Nilant, (* 16. September 1680 in Deventer; † 1757) war ein niederländischer Lehrer, Philologe und Jurist. 

## Leben
Joan Frederik Nilant wurde 1703 zum Dr. jur. promoviert. Er war seit 1712 Lehrer („Professor“) der Beredsamkeit und der Geschichte am Akademischen Gymnasium zu Lingen. Ab 1719 arbeitete er als Richter in Almelo.
Er gab 1709 in Leiden eine Sammlung von antiken Fabeln heraus, die meist als Anonymus Nilanti zitiert wird.
1711 brachte Nilant in Leiden ein illustriertes Werk über Schuhe von den biblischen Zeiten bis ins frühe Mittelalter heraus. Das Buch geht auf eine 1667 in Amsterdam erschienene Ausgabe der Schriften Calceus antiquus et mysticus von Benoît Baudouin (Benedictus Balduinus) und De caliga veterum von Giulio Negrone (Julius Nigronus) und weiteren Quellen zurück. Er widmete das Bucht dem preußischen König Friedrich I.

## Weitere Schriften
- Lacrimæ Lingenses effusæ in mortem eruditis pariter luctuosissimam celeberrimi viri, D. Jacobi Gronovii, J. Fr. F. prius in Academia Pisana, deinde in Illustri Academia Lugduno Batava græcæ linguæ, historiarum, eloquentiæ et geographiæ professione annos fere XXXVII, Magnificis aliisque honoribus Academicis sæpius, & Scholarum cura multos annos functi: Quum obiisset anno æt. LXXI. A.D. XII. Kal. Nov. A.C. CI DCC XVI : ad splendidissimum et consultissimum virum, D. Wilhelmum Crucium J.U.D. Urbis Lugdunensis et Agri Rhenolanidici redituum summum quæstorem & defuncti generum. 1716 (Digitalisat).